# Morpheus (Filesharing-Client)
Morpheus ist ein Filesharingprogramm für Windows. Es wurde vom Unternehmen StreamCast Networks (ehemals MusicCity) betrieben und setzte ursprünglich auf die Peer-to-Peer-Plattform OpenNap auf.
Auf www.morpheus.com befand sich ein webbasiertes Suchinterface, wie es auch Audiogalaxy hatte, jedoch ließ sich bei Morpheus nach verschiedenen Dateitypen suchen. Morpheus wechselte 2001 vom OpenNap-Protokoll zu FastTrack. Am 26. Februar 2002 hörten plötzlich alle Morpheus-Clients auf zu funktionieren, als das FastTrack-Protokoll durch dessen Netzbetreiber aktualisiert wurde, und alle Benutzer von Morpheus wurden auf einen Schlag aus dem scheinbar völlig unkontrollierbaren Netzwerk ausgesperrt, konnten nicht mehr verbinden. Wie sich herausstellte, geschah dies aufgrund unbezahlter Rechnungen seitens StreamCast an die Besitzer von FastTrack. Am 2. März 2003 wurde eine neue, weniger stabile Version des Morpheus Clients veröffentlicht, der nun auf das Gnutella-Netzwerk aufsetzte und den Netzwerkkern von Gnucleus übernommen hatte. Nach einigen Auseinandersetzungen mit der GPL, unter der Gnucleus veröffentlicht wurde, wechselte Morpheus zu einem sehr veralteten Jtella-Kern. Als die Streitigkeiten beigelegt waren, wechselte Morpheus zurück zum Gnucleus-Kern. Seitdem wurde der Netzwerkkern immer wieder aktualisiert und unterstützt nun neben Gnutella2 auch 'NEOnet', Plugins für MLDonkey (die Zugriff auf eDonkey2000, Overnet und FastTrack bieten) und seit neuestem auch Unterstützung für BitTorrent.
Im April 2003 entschied ein Bundesgericht in Los Angeles gegen die Klagen der RIAA und MPAA, dass die Tauschbörsen-Software von Grokster und StreamCast (Vertreiber der Morpheus P2P Software) nicht legal sei. Am 20. August 2003 wurde gegen diese Entscheidung Einspruch eingelegt. Am 17. August 2004 fällte der United States Court of Appeals for the Ninth Circuit eine Teilentscheidung, die nun die Frage stellte, ob ein Hersteller von Tauschbörsen-Software für Copyright-Verstöße der Endanwender geradestehen müsse. Das Gericht entschied zugunsten Grokster und StreamCast, die nicht für unrechtmäßige Handlungen ihrer Endanwender verantwortlich gemacht werden können.
Im Dezember 2004 stimmte der United States Supreme Court (oberstes Gericht) einer Anhörung zu. Die mündliche Anhörung wurde auf den 29. März 2005 festgesetzt. Eine endgültige Entscheidung wurde Ende Juli 2005 getroffen. Die Richter entschieden gegen die Betreiber der Tauschbörsensoftwarehersteller Grokster und StreamCast Networks, indem sie urteilten, dass „wer seine Nutzer zu Urheberrechtsvergehen verleite und davon profitiere, sich ebenfalls schuldig“ mache.  Als dann im Januar 2006 die Domains morpheus.com, www.streamcastnetworks.com und musiccity.com nicht mehr aufgelöst wurden, schien die Entwicklung von Morpheus eingestellt worden zu sein. Ab Februar 2006 waren die Webseiten aber wieder online. Seit dem 22. April 2008, als das Unternehmen Streamcast Networks seinen Konkurs gemäß Chapter 7, Title 11, United States Code erklärte und sämtliche Beschäftigten entließ, sind die Webseiten morpheus.com, www.streamcastnetworks.com und musiccity.com allerdings nicht mehr erreichbar, die Domain morpheus.com gehört derzeit PSINet. musiccity.com steht zum Verkauf.